# ویلیام بولز
ویلیام بولز (انگلیسی: William Bowles؛ ۱۷۸۰ - ۱۸۶۹) افسر ارشد نیروی دریایی پادشاهی بریتانیا و سیاستمدار حزب محافظه‌کار بود. پس از خدمت به عنوان یک افسر جزء در جنگ‌های انقلاب فرانسه، به عنوان فرمانده کشتی اسلوپ اچ‌ام‌اس زبرا منصوب شد و در بمباران کپنهاگ در سپتامبر ۱۸۰۷ در طول جنگ‌های ناپلئونی شرکت کرد. به عنوان فرمانده کشتی درجه پنج اچ‌ام‌اس مدوسا، در عملیات‌هایی در سواحل شمالی اسپانیا شرکت کرد و یک تیپ دریایی را در حمله به سانتونا رهبری کرد.
بولز پیش از آنکه به عنوان لرد سوم نیروی دریایی در وزارت دوم پیل و همچنین نماینده پارلمان از لانستون در کورنوال منصوب شود، فرمانده کل قوا در ایستگاه آمریکای جنوبی بود. او پیش از آنکه به عنوان فرمانده کل در پورتسموث منصوب شود، مقالات متعددی در دفاع از نوآوری‌ها در جنگ دریایی و مدیریت دریایی منتشر کرد.